# Tunku 'Abidin Muhriz
Il maggiore Zain Al-'Abidin ibni Tuanku Muhriz (Petaling Jaya, 6 luglio 1982) è un principe, politologo e giornalista malese.

## Biografia
Tunku 'Abidin Muhriz è nato all'Ospedale universitario di Petaling Jaya il 6 luglio 1982 ed è il secondo figlio di Muhriz di Negeri Sembilan e Tuanku Aishah Rohani. È stato educato presso l'Alice Smith School di Kuala Lumpur e il Marlborough College di Marlborough. Ha poi studiato presso la London School of Economics and Political Science dove ha conseguito una laurea in governo e sociologia e un master in politiche comparate e storia imperiale.
Terminati gli studi, dal 2005 al 2006 è stato ricercatore parlamentare presso la Camera dei comuni a Westminster. Dal 2006 al 2007 è stato consigliere della Banca Mondiale. Ha fondato e presiede l'Istituto per la democrazia e gli affari economici della Malaysia. È opinionista di Malaysia Today e The Sun.
In concomitanza con la cerimonia d'investitura del padre ha scritto un libro sulla storia e i costumi del Negeri Sembilan e ha dato inizio a un importante progetto per rivitalizzare l'inno nazionale Berkatlah Yang DiPertuan Besar Negeri Sembilan, in collaborazione con l'orchestra filarmonica malese. Il nuovo inno è stato presentato ufficialmente il 26 ottobre 2010.
È fiduciario di Yayasan Munarah, Kit Yayasan Chow e della Fondazione Jeffrey Cheah, consulente dell'Istituto pionieristico dell'istruzione e dell'eccellenza economica (INSPIRE)  e un maggiore onorario dell'Esercito territoriale malese. Nei suoi vari ruoli è stato intervistato per numerosi programmi televisivi, riviste e giornali. Ha scritto quattro libri.

## Interessi
Tunku 'Abidin è fortemente interessato alla musica ed è un pianista. Forte sostenitore delle arti, è patrono dell'Associazione euroasiatica delle arti performative o Euroasia, e regolarmente sostiene gli sforzi dell'organizzazione per sviluppare e condividere l'educazione musicale. Tunku 'Abidin si è anche esibito per molti anni al concerto reale dell'Università nazionale della Malesia.

## Opere
- Payung Berdaulat Warisan Beradat (2009). Istana Negeri Sembilan
- Abiding Times (2011). Marshall Cavendish.[3]
- Abiding Times 2 (2012). Marshall Cavendish
- Roaming Beyond the Fence (2013). Editions Didier Millet